# Liotyphlops bondensis
Liotyphlops bondensis — вид змій родини американських сліпунів (Anomalepididae). Ендемік Колумбії.

## Підвиди
Виділяють два підвиди:
- Liotyphlops bondensis bondensis (Griffin, 1916);
- Liotyphlops bondensis armandoi Linares-Vargas et al., 2021.

## Поширення і екологія
Liotyphlops bondensis мешкають на карибському узбережжі Колумбії, на схід від Дар'єнської затоки на кордоні з Панамою, можливо, також на заході Венесуели. Ведуть риючий спосіб життя, живляться дощовими черв'яками і личинками комах.